# Tanto monta, monta tanto, Isabel como Fernando
«Tanto monta, monta tanto, Isabel como Fernando» (с исп. — «Всё едино, Изабелла — то же, что и Фердинанд») — девиз договора между супругами, испанскими католическими королями Изабеллой I Кастильской и Фердинандом II Арагонским. В течение всего периода их совместного правления они поддерживали друг друга и были равны в правлении в соответствии с девизом. Автором девиза является Антонио де Небриха.

## Современный статус
Девиз «Tanto monta, monta tanto» изображён на эмблеме 2-й лёгкой бронекавалерийской группы «Католические короли», входящей в состав 2-й бригады «Король Альфонсо XIII» Испанского легиона Сухопутных войск Испании.